# Delila

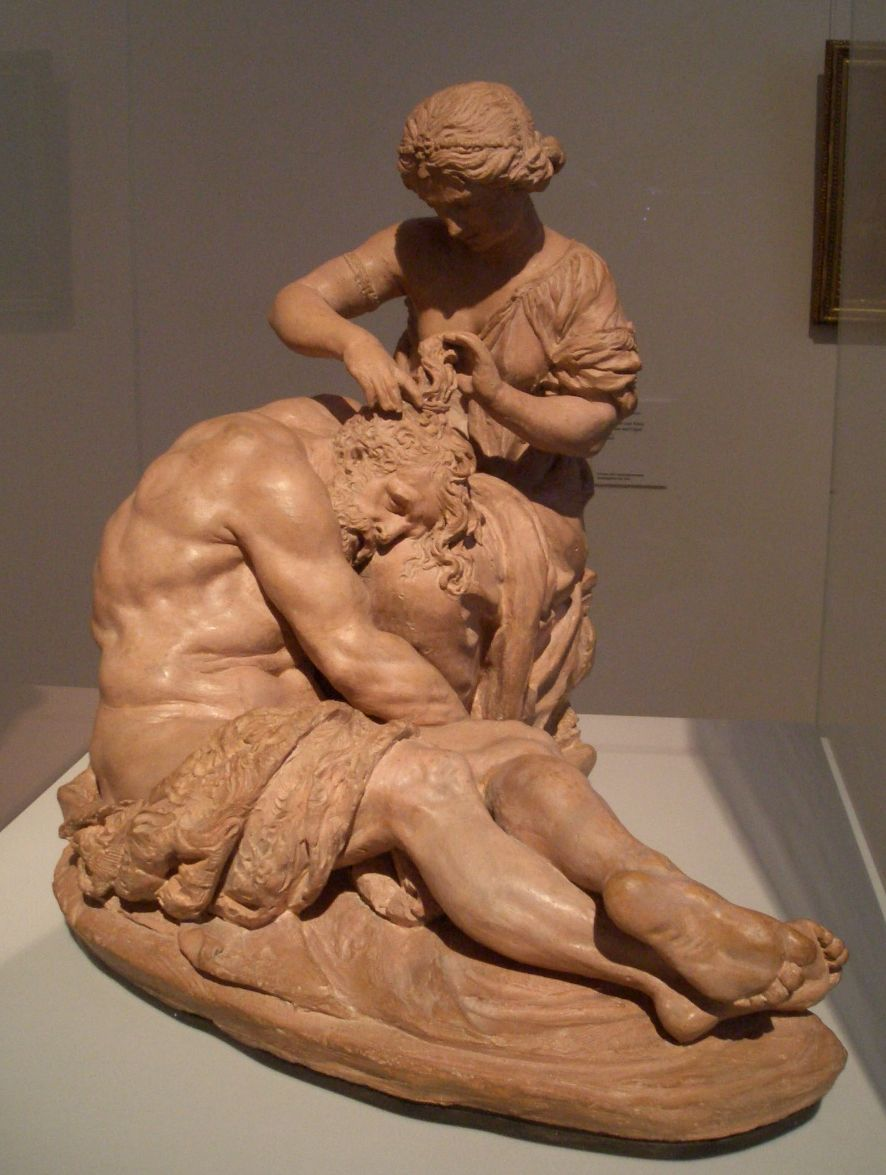
Artus Quellinus der Ältere: Samson und Dalila, Skulptur aus gebranntem Ton, Antwerpen 1640 (Skulpturensammlung, Berlin)

Delila (auch Dalila, hebräisch דְּלִילָה) war laut dem Alten Testament beziehungsweise dem Tanach eine Geliebte des israelitischen Helden Samson (eigentlich Simson/Schimschon). Das Buch der Richter berichtet, dass Delila von den Philistern bestochen wurde, dem als unbezwingbar geltenden Samson das Geheimnis seiner Stärke zu entlocken. Als ihr dies gelang, lieferte sie Samson seinen Feinden aus, die ihn gefangen nahmen. Üblicherweise wird angenommen, dass Delila dem Volk der Philister angehörte, obwohl der Bibeltext nichts darüber sagt.

## Name
Die Bedeutung des Namens Delila ist unklar. Möglicherweise bedeutet der Name „herabhängendes Haar“ (abgeleitet von hebräisch דלל dalal, „herabhängen“) oder aber „die Kleine“ (abgeleitet von hebräisch דל dal „klein, leicht“ bzw. דלל dalal „klein, leicht sein“).
Es liegt nahe, ein Wortspiel mit hebräisch לילה lailāh „Nacht“ zu vermuten, da der Name Samson von dem hebräischen Wort für „Sonne“ abgeleitet ist. Damit wird schon im Namen ausgedrückt, dass Delila die Gegenspielerin von Samson war. Andreas Scherer hält diese Herleitung jedoch für sehr zweifelhaft. Stattdessen erwähnt er als weitere Möglichkeit einen Zusammenhang mit arabisch dalla „kokettieren, flirten“.

## Biblischer Bericht

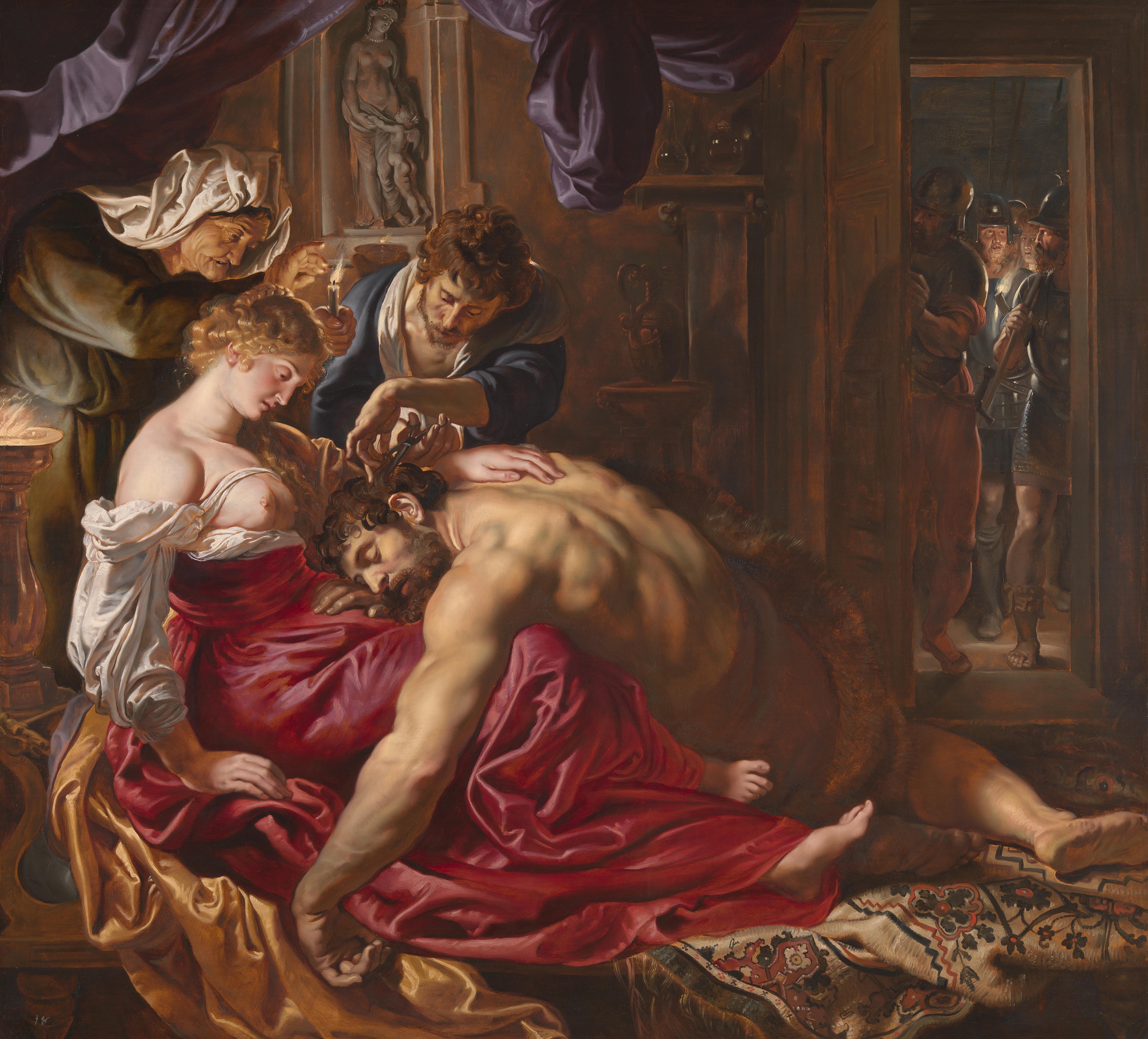
Samson und Delila
Peter Paul Rubens um 1610

Samson, ein Geweihter Gottes (Nasiräer) von Geburt an, war von Gott mit unbesiegbarer Stärke gesegnet. Entsprechend den Auflagen des besonderen Eides (Nasiräats) sollte niemals ein Schermesser an sein Haar gelangen, ansonsten würde er seine Kraft verlieren. In zahlreichen Abenteuern kämpfte Samson gegen die Feinde seines Volkes, die er stets besiegte. Daher galt er als unbezwingbar.
Die Bibel berichtet (Ri 16 ), dass Samson sich in Delila verliebte, die im Tal des Bachs Sorek lebte. Die Fürsten der Philister versprachen ihr, dass jeder von ihnen ihr 1100 Silberstücke geben werde, wenn sie das Geheimnis von Samsons Kraft lüften und ihnen verraten würde. Delila fragte Samson also immer wieder nach dem Ursprung seiner großen Kraft. Dreimal erhielt sie von ihm eine falsche Antwort. Samson sagte zuerst: Er werde schwach und sei wie jeder andere Mensch, wenn man ihn mit sieben Seilen von frischem Bast festbinde. Beim zweiten Mal: wenn jemand ihn mit neuen Stricken fessele. Beim dritten Mal: wenn man seine sieben Locken mit einem Webstuhl zusammenflechten und mit einem Pflock im Boden befestigen würde. Jedes Mal, sobald Samson vermeintlich schwach war und die Philister auf den Zugriff lauerten, rief Delila: „Samson, Philister über dir!“ Doch immer war Samson kampfbereit.
Delila beklagte sich über die unehrlichen Auskünfte und ließ nicht nach. Sie bedrängte Samson immer wieder, jeden Tag, bis er der Fragerei überdrüssig wurde. Da verriet er ihr sein Geheimnis. Delila wusste, dass er ihr diesmal die Wahrheit erzählt hatte. Sie ließ die Fürsten der Philister rufen, die Samson die Haare im Schlaf abschnitten und ihn anschließend blendeten. Nach Samsons Gefangennahme berichtet die Bibel nichts mehr über Delila.

## Samson und Delila
- Samson und Delilah zu künstlerischen Bearbeitungen des Stoffes
- Samson et Dalila, Oper von Camille Saint-Saëns